# Нижній-Нойбер
Нижній Нойбер (рос. Нижний Нойбер) — скасоване село в Гудермеському районі Чечні Російської Федерації. З 1 січня 2024 року включене до складу міста Ойсхара.
Населення становило 8275 осіб (2019). Входило до складу муніципального утворення Нижнє-Нойберське сільське поселення.

## Історія
Згідно із законом від 27 лютого 2009 року органом місцевого самоврядування є Нижнє-Нойберське сільське поселення.

## Населення
| 1990  | 2002  | 2010  | 2012  | 2013  | 2014  | 2015  |
| ----- | ----- | ----- | ----- | ----- | ----- | ----- |
| 4920  | ↗6806 | ↘6780 | ↗7055 | ↗7231 | ↗7418 | ↗7596 |
| 2016  | 2017  | 2018  | 2019  |       |       |       |
| ↗7759 | ↗7939 | ↗8121 | ↗8275 |       |       |       |